# Aerodromo Las Marias
Aerodromo Las Marias är en flygplats i Chile.   Den ligger i regionen Región de Los Lagos, i den södra delen av landet, 700 km söder om huvudstaden Santiago de Chile. Aerodromo Las Marias ligger 10 meter över havet.
Terrängen runt Aerodromo Las Marias är kuperad norrut, men söderut är den platt. Runt Aerodromo Las Marias är det glesbefolkat, med 10 invånare per kvadratkilometer.. Närmaste större samhälle är Valdivia, 2,0 km söder om Aerodromo Las Marias. 
I omgivningarna runt Aerodromo Las Marias växer i huvudsak städsegrön lövskog.